# Prison Fellowship International
Prison Fellowship International (PFI) ist eine internationale Nichtregierungsorganisation (NGO) mit unabhängigen nationalen Mitgliedsorganisationen in 117 Ländern. PFI ist im Bereich der christlichen freien Straffälligenhilfe tätig, setzt sich für die Resozialisierung von Gefangenen, die Versöhnung zwischen Opfern und Tätern, die Hilfe für Familien von Gefangenen und die Umsetzung von Restorative Justice ein.

## Geschichte
Charles Colson, ein ehemaliger US-amerikanischer Politiker, hat 1976 Prison Fellowship Ministries in den USA gegründet. Zuvor war er Sonderberater bei Präsident Richard Nixon. Wegen der Watergate-Affäre musste er für sieben Monate ins Gefängnis. Nach den Erfahrungen im Gefängnis hat er die christliche Organisation gegründet, um Gefangene zu unterstützen. Nachdem er ähnliche Initiativen in Großbritannien und Indien kennengelernt hatte, entstand 1979 der internationale Zusammenschluss Prison Fellowship International.
PFI ist eine christliche, ökumenische Organisation, die mit allen christlichen Kirchen zusammenarbeit, katholisch, orthodox, evangelisch oder freikirchlich. Sie will Gefangene, Haftentlassene, ihre Familien und Opfer von Kriminalität unterstützen – unabhängig von ihrer Herkunft, Religion oder Orientierung.
Seit 1983 hat PFI beratenden Status im Wirtschafts- und Sozialrat der Vereinten Nationen und hat eine führende Rolle in der „Alliance of NGOs on Crime Prevention and Criminal Justice“ übernommen.
Prison Fellowship International arbeitet über drei Regionalbüros um seine Mitgliedsorganisationen zu unterstützen: Washington, D.C., Singapur, Leonberg

## Programme und Arbeitsbereiche

### Zentrum für Gerechtigkeit und Versöhnung
PFI setzt sich für die Umsetzung von Restorative Justice, von „wiedergutmachender Gerechtigkeit“ ein. Dabei sollen die Opferperspektive in den Mittelpunkt rücken, Wiedergutmachung das bestimmende Prinzip vom Strafrecht werden und Opfer, Täter und Gesellschaft aktiv in den Prozess einbezogen werden. Dan van Ness, eine der führenden Persönlichkeiten im Bereich Restorative Justice, leitet das Zentrum, das seinen Mitgliedsorganisationen helfen will, sich gegen Ungerechtigkeit einzusetzen und wiedergutmachende Prinzipien, Richtlinien und Programme zu entwickeln.
Das Zentrum betreibt die Webseite Restorative Justice Online und bietet so eine weltweite Informationsplattform für Restorative Justice für ihre Mitgliedsorganisationen, Regierungen, die Vereinten Nationen, und andere Organisationen und Forscher.
PFI hat das Programm „Sycamore Tree Project“ (Opfer und Täter im Gespräch) entwickelt, bei dem Opfer und Täter, die nicht in einem direkten Zusammenhang stehen, zusammenkommen, um über die Folgen der Straftaten zu sprechen. Das Programm wird in mehr als 30 Ländern angewendet.
In Ruanda wurde das Programm weiterentwickelt, um mit Tätern des Völkermordes in Ruanda in den Gefängnissen zu arbeiten und ihnen zu helfen, ihre Taten öffentlich zu bekennen und um Vergebung zu fragen. Daraus sind in der Folge Versöhnungsdörfer entstanden, bei denen Täter und Opfer Seite an Seite zusammenwohnen, sich gegenseitig geholfen haben, ihre Häuser aufzubauen und gemeinsam Genossenschaften betreiben. Inzwischen gibt es acht Versöhnungsdörfer mit 820 Häusern und 4000 Bewohner.
Das Modell wurde nach Kolumbien als Beitrag zum Friedens- und Versöhnungsprozess nach dem bewaffneten Konflikt übertragen. In den Dörfern der Versöhnung nehmen ehemalige Guerilla-Kämpfer, Paramilitärs und Opfer des Konflikts am Programm „Opfer und Täter im Gespräch“ teil und arbeiten gemeinsam, um zerstörte Infrastruktur in ihren Dörfern wieder aufzubauen.

### Hilfe für Kinder und Familien von Gefangenen
PFI unterstützt Kinder von Gefangenen in verschiedenen Ländern. Viele dieser Kinder sind ausgegrenzt und sind Armut, Hunger, Gewalt und Ausbeutung ausgesetzt. Die Gefahr, dass diese Kinder später einmal selbst kriminell werden, ist zwischen drei und siebenmal höher.
Durch Patenschaften und andere Hilfsprogramme wird sichergestellt, dass die Kinder einen sicheren Wohnort, genügend zu essen und medizinische Versorgung bekommen und am gesellschaftlichen Leben teilhaben können. In Deutschland wird die Hilfe durch die Hoffnungsträger Stiftung organisiert. Neben den Kinderpatenschaften werden die Familien von Gefangenen in einigen Ländern durch nachhaltige Projekte und Hilfe zur Selbsthilfe unterstützt. In Kambodscha bekommen Familien von Gefangenen Kleinstkredite, mit der sie ein Starterkit für eine Hühneraufzucht erwerben können.

### Geistliche Begleitung von Gefangenen
PFI hat das Programm „Prisoner´s Journey“ entwickelt, um Gefangenen zu helfen, mit ihren Gefühlen von Hoffnungslosigkeit und Verzweiflung umzugehen. Die „Prisoner´s Journey“ orientiert sich dabei an den Erfahrungen von Jesus als Gefangener.

### APAC Gefängnisprogramme
Prison Fellowship Brasilien hat 1972 die APAC Methode entwickelt, bei der Gefangene Gefängnisse in Eigenverwaltung mit Hilfe von Mitarbeitern von Prison Fellowship führen. In Brasilien werden 49 Gefängnisse mit über 5000 Gefangenen nach der APAC Methode umgesetzt. Das Modell gibt es inzwischen in über 10 Ländern zumindest teilweise, zumeist als eine Abteilung in einem herkömmlichen Gefängnis.

### Prison Fellowship weltweit
Die Mitgliedsorganisationen in 117 Ländern sind jeweils selbstständig und setzen die Vision von Prison Fellowship International, je nach Bedarf in dem Land, unterschiedlich um, u. a. durch Einzelgespräche, Gesprächsgruppen, Gottesdienste, praktische Hilfe durch medizinische Versorgung, juristischen Beistand, der Versorgung mit Lebensmitteln, schulische Bildung, Ausbildungsmöglichkeiten, die Verbesserung der Lebensbedingungen, Sport- und Kulturveranstaltungen, Nachsorgeeinrichtungen, Mikrokrediten für Frauen von Gefangenen, Unterstützung von Familien von Gefangenen, Hilfe für Opfer von Straftaten, Versöhnungsprogramme und Justizreform.

### Prison Fellowship in Deutschland
Seehaus e.V. ist die deutsche Mitgliedsorganisation von Prison Fellowship International. Der Verein wurde 2001 von Tobias Merckle gegründet. Seehaus e.V. ist im Bereich der Jugendhilfe, Kriminalprävention und Opferhilfe tätig. Er betreibt das Seehaus Leonberg und das Seehaus Leipzig als „Jugendstrafvollzug in freier Form“ sowie Opfer- und Traumaberatungsstellen. Das Konzept für das Seehaus Leonberg und das Seehaus Leipzig basiert auf der APAC Methode.